# Fotodetector
|  | No s'ha de confondre amb Fotoreceptor. |

Un fotodetector, cèl·lula fotoelèctrica, o fotocèl·lula, és un sensor capaç de convertir l'energia lluminosa en energia elèctrica, generant habitualment un corrent elèctric a la seva sortida. Són sensors de llum o altres tipus de radiació electromagnètica. Un fotodetector té una junció p–n que converteix fotons lleugers en corrent. Els fotons absorbits formen parell d'electrons-forats a la regió d'esgotament. Els fotodiodes i els fototransistors són alguns exemples de fotodetectors. Les cèl·lules solars converteixen part de l'energia lumínica absorbida en energia elèctrica.
La incidència de fotons d'una determinada energia provoca la transició d'electrons de la banda de valència a la banda de conducció. Funciona com un transductor de llum, que proporciona un senyal elèctric com a resposta de la radiació òptica que incideix sobre la superfície sensòria. Un fotodetector és un mecanisme capaç de convertir energia òptica en energia elèctrica.
El fotodetector és un component essencial de qualsevol sistema de comunicacions òptiques i un dels elements crítics que fa referència a les prestacions.

## Tipus

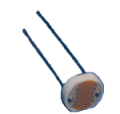
Fotoconductor

Dins la categoria dels fotodetectors podem trobar una gran varietat de dispositius, cada un d'ells presentarà unes característiques particulars. Entre altres, s'inclouen:
- Fotodíode
- Fotodíode PIN
- Fotodíode d'allau
- Fototransistor
- Fotoresistència
- Fotocàtode
- Fototub o fotovàlvula
- Fotomultiplicador
- CCD
- Sensor CMOS
- Cèl·lula fotoelèctrica
- Cèl·lula fotoelectroquímica

### Fotoconductor
El fotoconductor o fotoresistència, és aquell que canvia la seva resistència elèctrica degut a l'exposició d'energia radiant que li arriba. La resistència que genera varia en funció de la llum que incideix damunt de la seva superfície. Com més alta sigui la intensitat de llum que hi incideix, menor serà la seva resistència, en canvi, com més baixa sigui la intensitat de llum que hi incideix, major serà la resistència. Un exemple d'ús de les fotoresistències són a les impressores làser.

### Fotodíodes

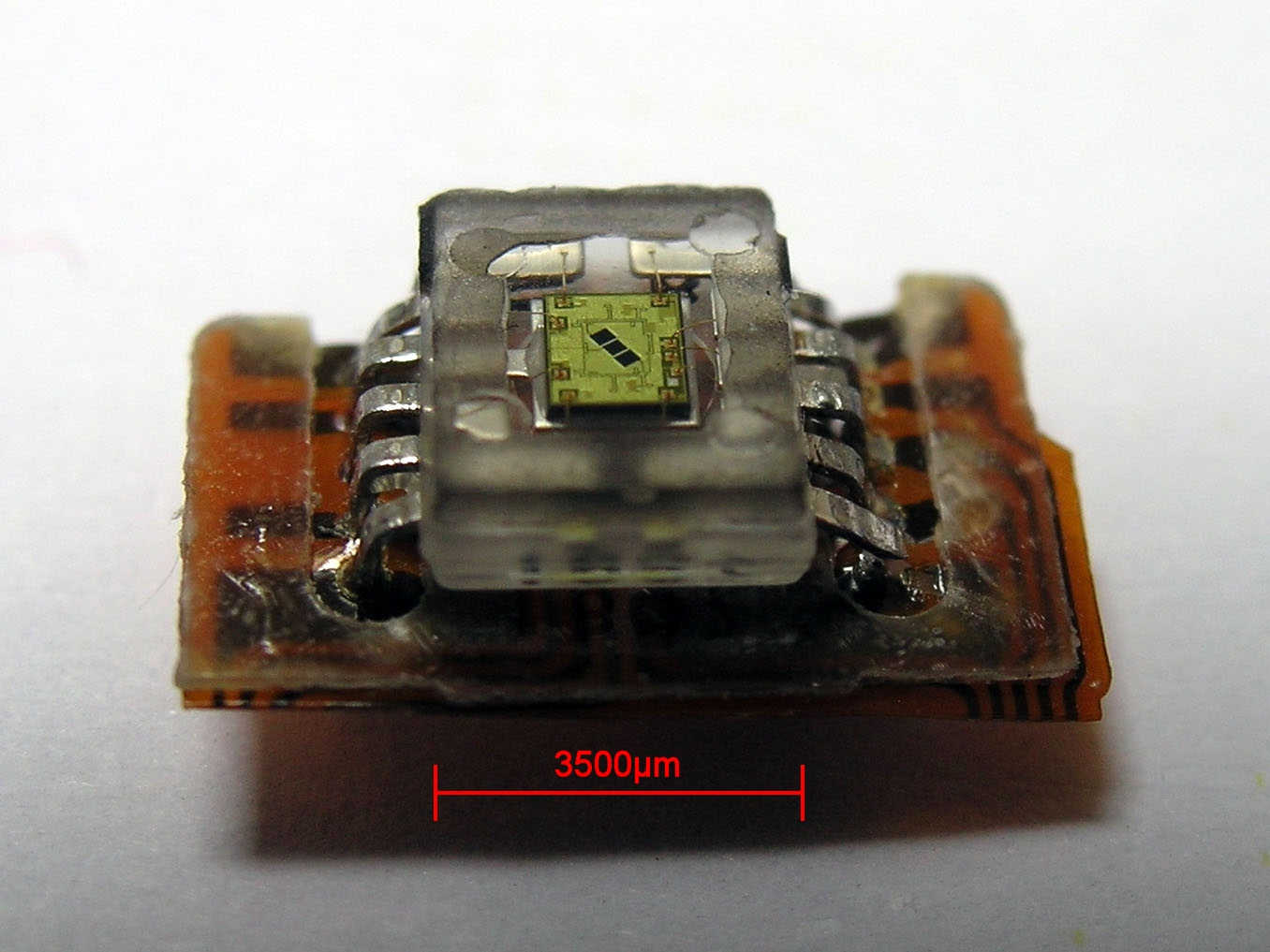
Sensor òptic d'un CD-ROM

Un fotodíode és un semiconductor sensible a la llum visible o infraroja, depenent del seu material de fabricació.
Els díodes tenen un sentit de circulació del corrent normal que s'anomena polarització directa. En aquest sentit el díode deixa passar el corrent elèctric, en canvi en l'invers pràcticament no ho permet. Però en el fotodíode, el corrent que està circulant (i que varia amb els canvis de llum) és la que circula en el sentit contrari al permès per la unió del díode. D'aquesta manera es produirà un augment de la circulació de corrent quan el díode és excitat per la llum. Un exemple on s'utilitza el fotodíode és en el comandament a distància del televisor (el comandament envia un senyal infraroig i el fotodíode el capta).

#### Fototransistor
Un fototransistor és un transistor sensible a la llum, normalment infrarojos. El fototransistor és més sensible que el fotodíode per l'efecte de guany propi del transistor. La diferència més notable en l'estructura d'un fototransistor i un transistor, és la càpsula del fototransistor que és transparent o totalment transparent, ja que és un element sensible a la llum.
Hi ha dues classes de fototransistors: de transmissió i de reflexió. El fototransistor condueix més o menys corrent del col·lector, quan incideix més o menys llum sobre les seves juntures. Aquests, igual que els fotodíodes, tenen un temps de resposta molt curt, és a dir, poden respondre a variacions molt ràpides de llum, però el fototransistor entrega variacions de corrent molt més grans degut a una amplificació que el fotodíode no té. Els fototransistors poden ser utilitzats en lectors de cinta, targetes perforades, en sensors de proximitat, etc.

### Classificació segons el mecanisme de funcionament
Els fotodetectors es poden classificar segons el mecanisme de detecció:

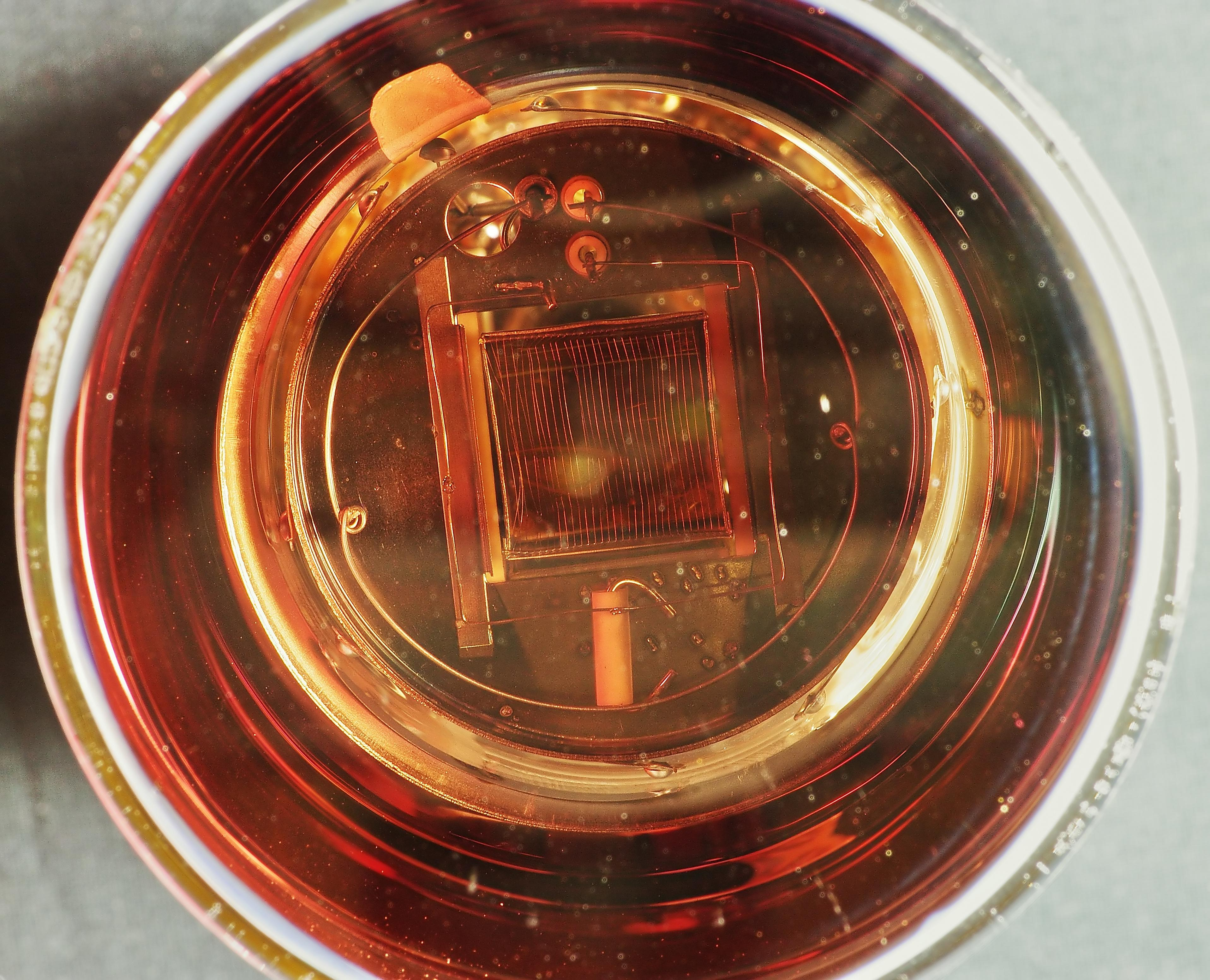
Fotomultiplicador (vista frontal)
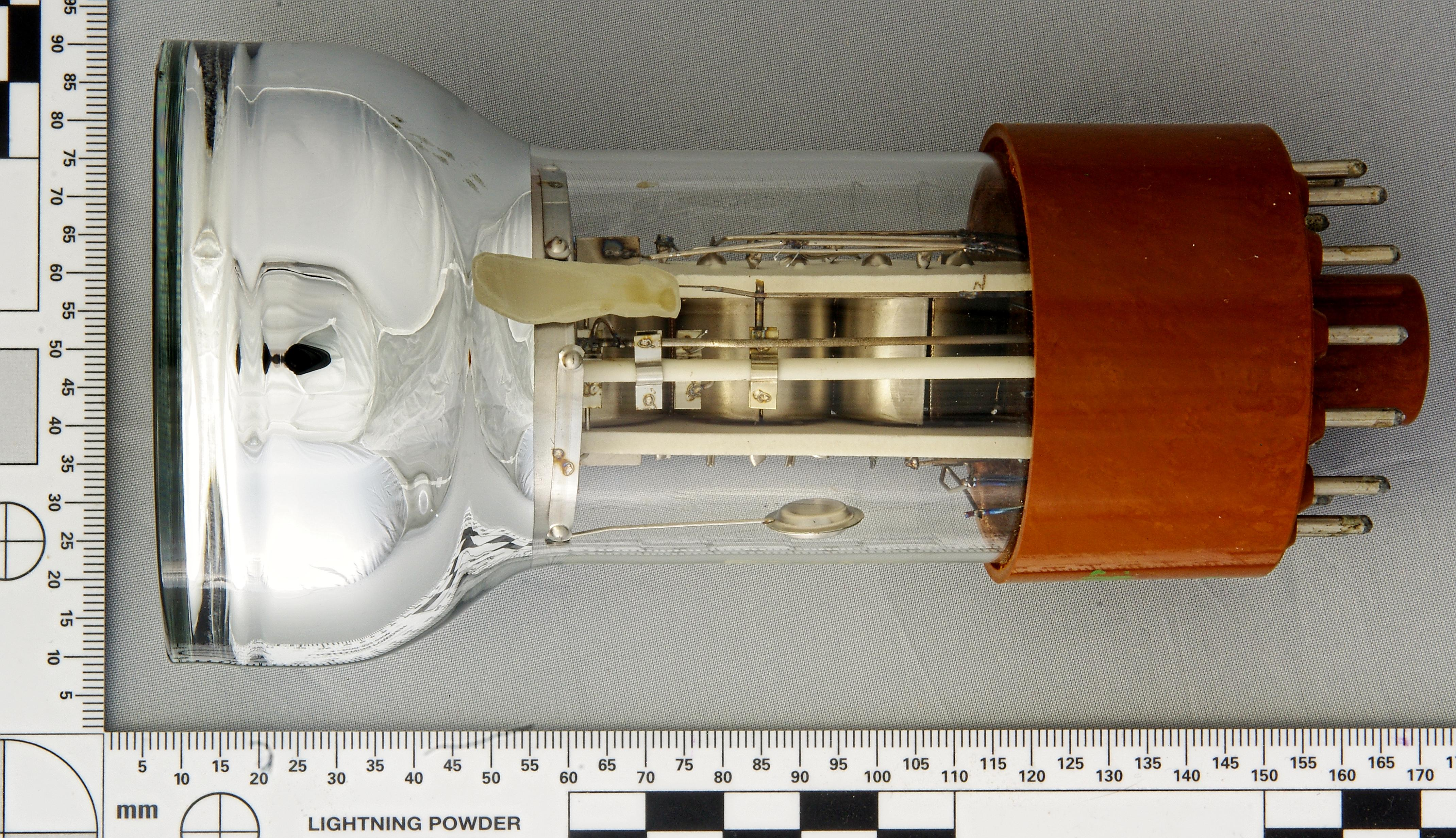
Fotomultiplicador (vista lateral)
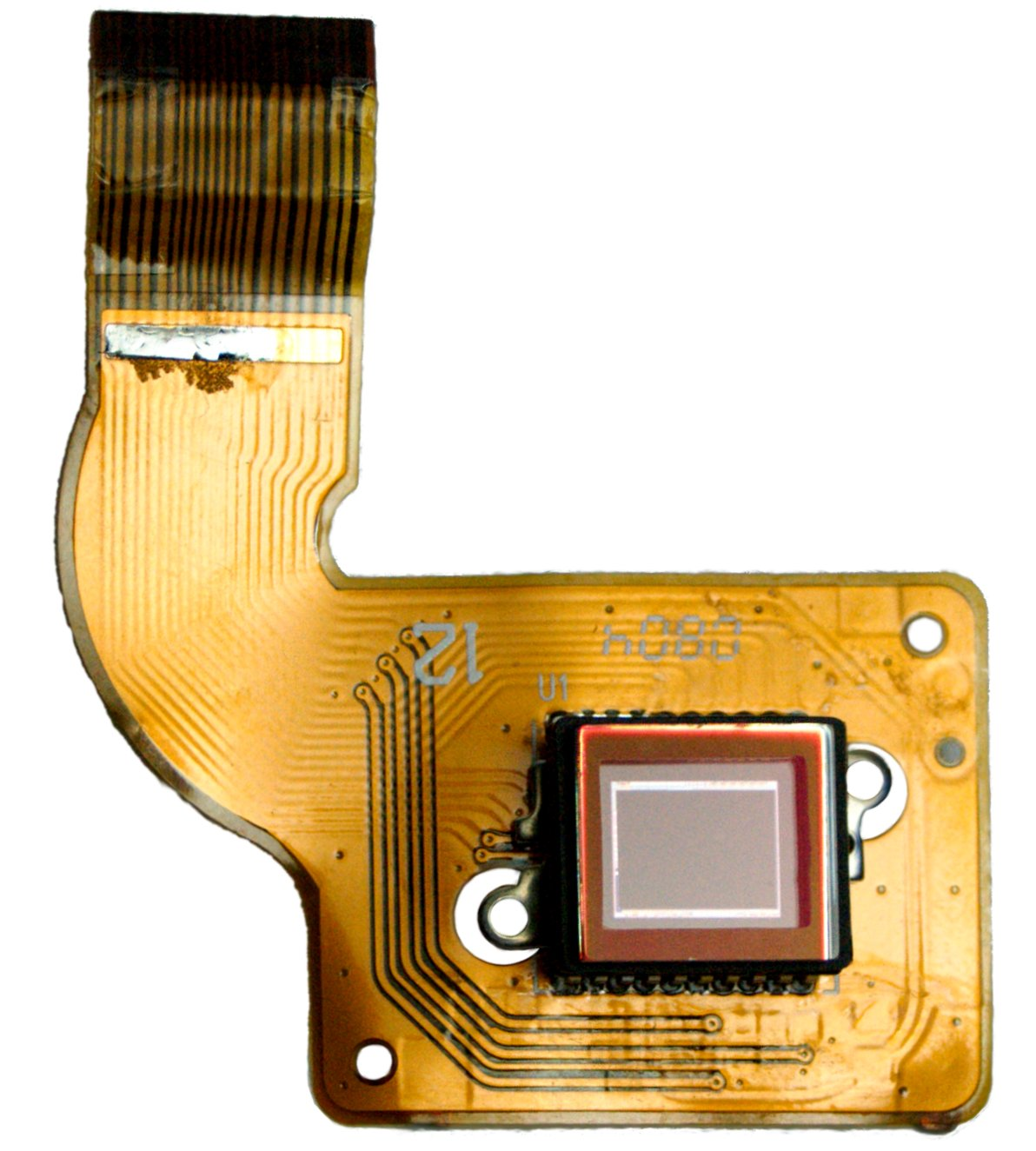
Dispositiu de càrrega acoblada (CCD)
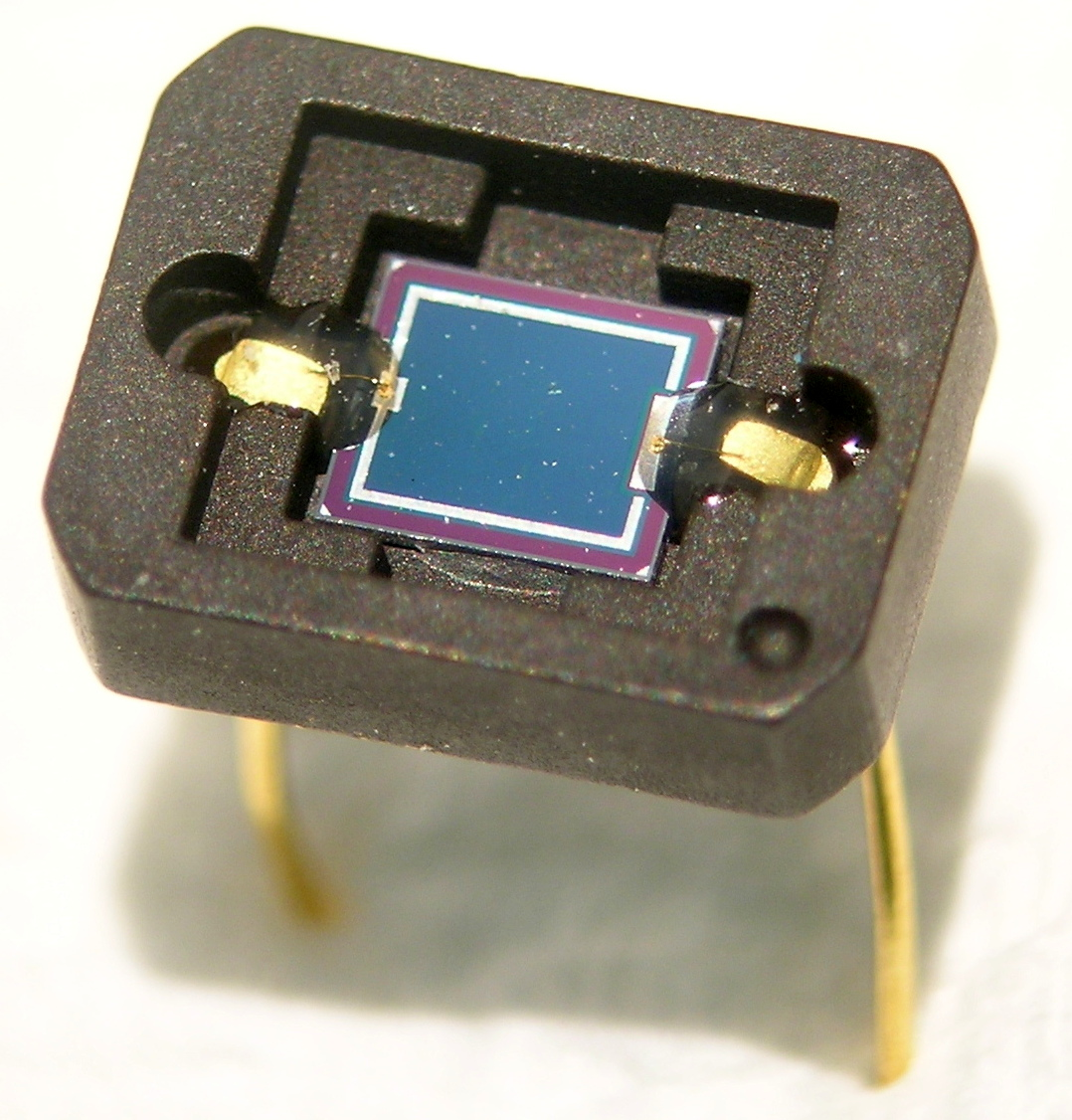
Fotodíode
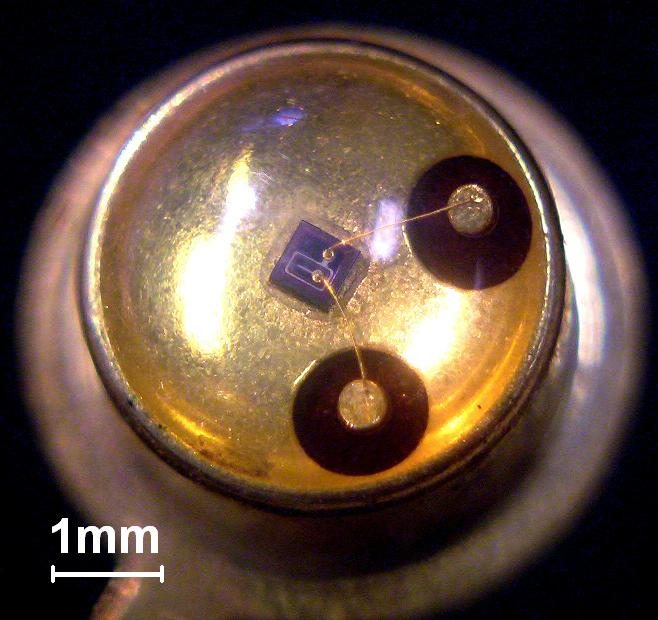
Fototransistor
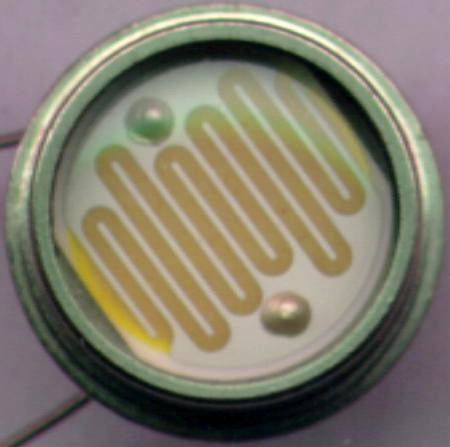
Fotorresistor

- Efecte fotoconductor: Aquests detectors funcionen canviant la conductivitat elèctrica quan s'exposen a la llum. La llum incident genera parells electró-buit al material, alterant-ne la conductivitat. Els detectors fotoconductors solen estar fets de semiconductors.[5]

- Fotoemissió o efecte fotoelèctric: Els fotons provoquen la transició d'electrons de la banda de conducció d'un material a electrons lliures al buit o en un gas.
- Tèrmic: Els fotons fan que els electrons transicionin a estats de bretxa mitjana i després decaiguin de nou a bandes inferiors, induint la generació de fonons i, per tant, calor.
- Polarització: Els fotons indueixen canvis en els estats de polarització dels materials adequats, la qual cosa pot provocar canvis en l'índex de refracció o altres efectes de polarització.
- Fotoquímica: Els fotons indueixen un canvi químic en un material.
- Efectes d'interacció feble: els fotons indueixen efectes secundaris com a l'arrossegament de fotons[6][7] detectors o canvis de pressió de gas a cèl·lula Golays.
- Fotodetectors de grafè/silici. S'ha demostrat que una heterounió grafè/silici de tipus n exhibeix un fort comportament rectificador i una alta fotoresponsivitat. El grafè es combina amb punts quàntics de silici (Si QD) sobre Si a granel per formar un fotodetector híbrid. Els QD de Si provoquen un augment del potencial incorporat de la unió Schottky de grafè/Si alhora que redueixen la reflexió òptica del fotodetector. Tant les contribucions elèctriques com les òptiques dels QD de Si permeten un rendiment superior del fotodetector.[8]

Els fotodetectors es poden utilitzar en diferents configuracions. Els sensors individuals poden detectar nivells globals de llum. Una matriu 1-D de fotodetectors, com en un espectrofotòmetre o un escàner de línia, es pot utilitzar per mesurar la distribució de la llum al llarg d'una línia. Una matriu bidimensional de fotodetectors es pot utilitzar com a sensor d'imatge per formar imatges a partir del patró de llum que té davant.
Un fotodetector o matriu sol estar cobert per una finestra d'il·luminació, de vegades amb un revestiment antireflectant.

## Detectors per a fibra òptica
En els sistemes de comunicació per fibra òptica s'utilitzen fonamentalment dos tipus de detectors de llum a l'extrem receptor. El feble senyal òptica que arriba al final de la fibra ha de ser convertida a un senyal elèctric abans que continuï el seu pas per etapes d'amplificació, demodulació, demultiplexatge, etc. Un detector de llum és, doncs, el primer element de la cadena de dispositius que pròpiament conformen l'equip receptor.
Els dos tipus de detectors que s'utilitzen són, tots dos, fotodíodes. D'acord amb el que s'ha dit, la seva funció és transformar la potència òptica d'entrada a un corrent elèctric de sortida.

### Funcionament
Igual que les fonts lluminoses, els detectors òptics estan fabricats amb semiconductors d'estat sòlid, que sobre la base de la teoria de les unions P-N generen un flux de corrent quan capten un fotó; el seu grau de resposta depèn dels materials emprats i de la longitud d'ona de treball. L'explicació dels principis físics sota els quals funcionen els fotodíodes és una anàlisi àmplia en electrònica, per la qual cosa ens limitarem simplement a esmentar alguns aspectes relacionats amb aquests detectors òptics.
Entre altres paràmetres d'operació, és desitjable que els fotodíodes siguin altament eficients, que tinguin un baix nivell de soroll, un ampli ample de banda (és a dir, que responguin de manera uniforme i ràpida a totes les longituds d'ona del senyal), que siguin poc sensibles a les variacions de temperatura, barats, petits, etc.
L′eficiència d'un fotodíode està relacionada amb la seva responsivitat, és a dir, la quantitat d'electrons que és capaç de generar en relació amb els fotons rebuts. Dit d'una altra manera, és el corrent elèctric que lliura a la sortida en relació amb la potència òptica d'entrada.

### Tipus
Els tipus de fotodíodes que s'utilitzen són el fotodetector PIN i el fotodíode d'allau (APD). La responsivitat d'un fotodíode d'allau és més gran que la d'un fotodector PIN. Tot i això, el primer és més sensible als canvis de temperatura i més car que el segon. El detector PIN s'usa més comunament en enllaços de curta distància i l′APD és molt útil a transmissions de llarga distància, on el senyal òptic d'arribada és molt feble i cal alta responsivitat. Pel que fa a la velocitat de resposta, ambdós fotodíodes poden treballar actualment a velocitats molt altes de transmissió digital.

## Característiques dels fotodetectors
Independentment del principi de funcionament, tots els fotodetectors es caracteritzen per certs valors:
- el rang de longitud d'ona en què opera el detector
- la capacitat de resposta, és a dir, la relació entre el fotocorrent i la potència òptica incident; Als detectors basats en l'efecte fotoelèctric també es considera l'eficiència quàntica, és a dir, el nombre de càrregues generades per fotó incident
- la relació senyal/soroll i la intensitat mínima detectable
- la velocitat de resposta

## Propietats
Hi ha una sèrie de mètriques de rendiment, també anomenades figures de mèrit, per les quals es caracteritzen i comparen els fotodetectors:
- Resposta espectral: La resposta d‟un fotodetector en funció de la freqüència dels fotons.
- Eficiència quàntica: El nombre de portadors (electrons o buits) generats per fotó.
- Responsivitat: El corrent de sortida dividit per la potència lluminosa total que incideix sobre el fotodetector.
- Potència equivalent al soroll: La quantitat de potència lluminosa necessària per generar un senyal comparable en mida al soroll del dispositiu.
- Detectivitat: L'arrel quadrada de l'àrea del detector dividida per la potència equivalent al soroll.
- Guany: El corrent de sortida d'un fotodetector dividit pel corrent produït directament pels fotons que incideixen en els detectors, és a dir, el guany de corrent incorporat.
- Corrent fosc: El corrent que flueix a través d'un fotodetector fins i tot en absència de llum.
- Temps de resposta: El temps necessari perquè un fotodetector passi del 10% al 90% de la sortida final.
- Espectre de soroll: La tensió o corrent de soroll intrínseca en funció de la freqüència. Es pot representar en forma de densitat espectral de soroll.
- No linealitat: La sortida de RF està limitada per la no linealitat del fotodetector[10]

## Rang de freqüències
El 2014 una tècnica per ampliar el rang de freqüència dels fotodetectors basats en semiconductors a longituds d'ona més llargues i de menys energia. L'addició d'una font de llum al dispositiu "va acarnissar" de manera efectiva el detector perquè, en presència de longituds d'ona llargues, es disparés a longituds d'ona que, altrament, no tindrien energia per fer-ho.